# الأمالي (كتاب)
الأمالي للقالي وهو مجموعة مجالس كان يملي فيها القالي محاضرات في اللغة والأدب في أيام الأخمسة بقرطبة، وفي المسجد الجامع بالزهراء وكان دخوله إلى قرطبة يوم 27 شعبان 330 هـ

## محتويات الكتاب
يضم الامالي أخبارا أدبية ومختارات من الشعر، كان يمليها أبو علي على تلاميذه. 
ويقف الكاتب من القارئ موقف المعلم ،فما يكاد يرد فيه نص شعرا أو نثرا إلا واتبعه المؤلف
بشرح مستفيض ،وكان أبو علي يعمد إلى الاتيان بالنصوص الصعبة، 
أما عن محتوى الكتاب فقد ضم الكثير من غريب القرآن اذ يتلو الآية ثم يعرض لألفاظھا ومعانيھا ،كما اورد الكثير من الأحاديث النبوية مع شرحھا ، وضمن كتابه الكثير من
كلام الحكماء وأحاديث البلغاء والوصايا بأنواعھا كما اھتم المؤلف بالأمثال العربية اذ أورد
الكثير منھا في مواطن عديدة من كتابه مع شرحھا وبيان المناسبة التي قبلت فيھا ،كما كان
الكتاب غزير المحتوى للنصوص الشعرية مع عناية وذوق في اختيار النص وعرضھ وشرحھ
،وضم الكتاب إضافة إلى ذلك الكثير من الأراجيز العرب .
وكان يتبع دقة في الإسناد والرواية ،اذ لا يكاد المؤلف ان يذكر
نصا الا وقد وصل إسناده إلى صاحبھ عن طريق الرواية الدقيقة.